# Synagoge Meiningen

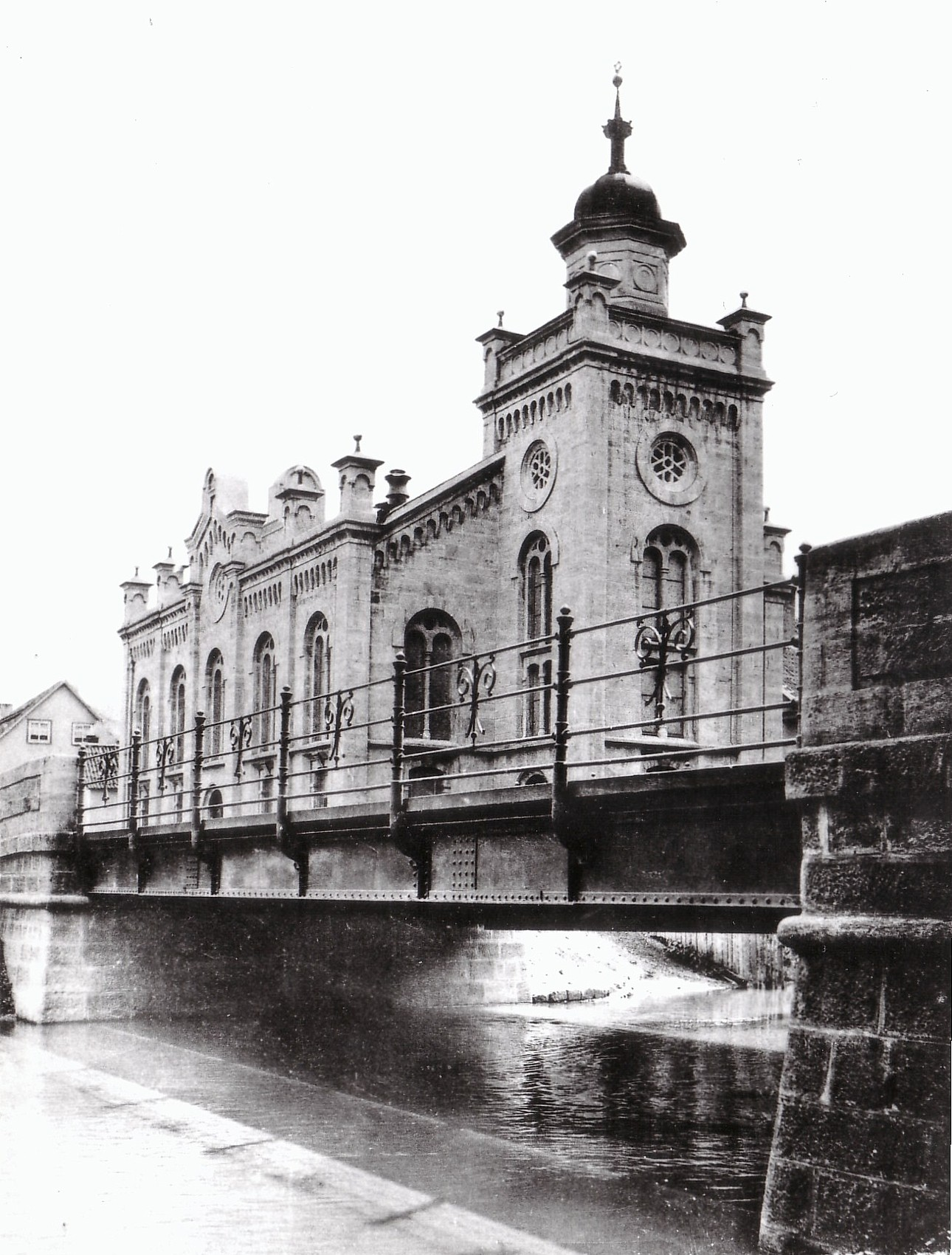
Die Synagoge um 1895

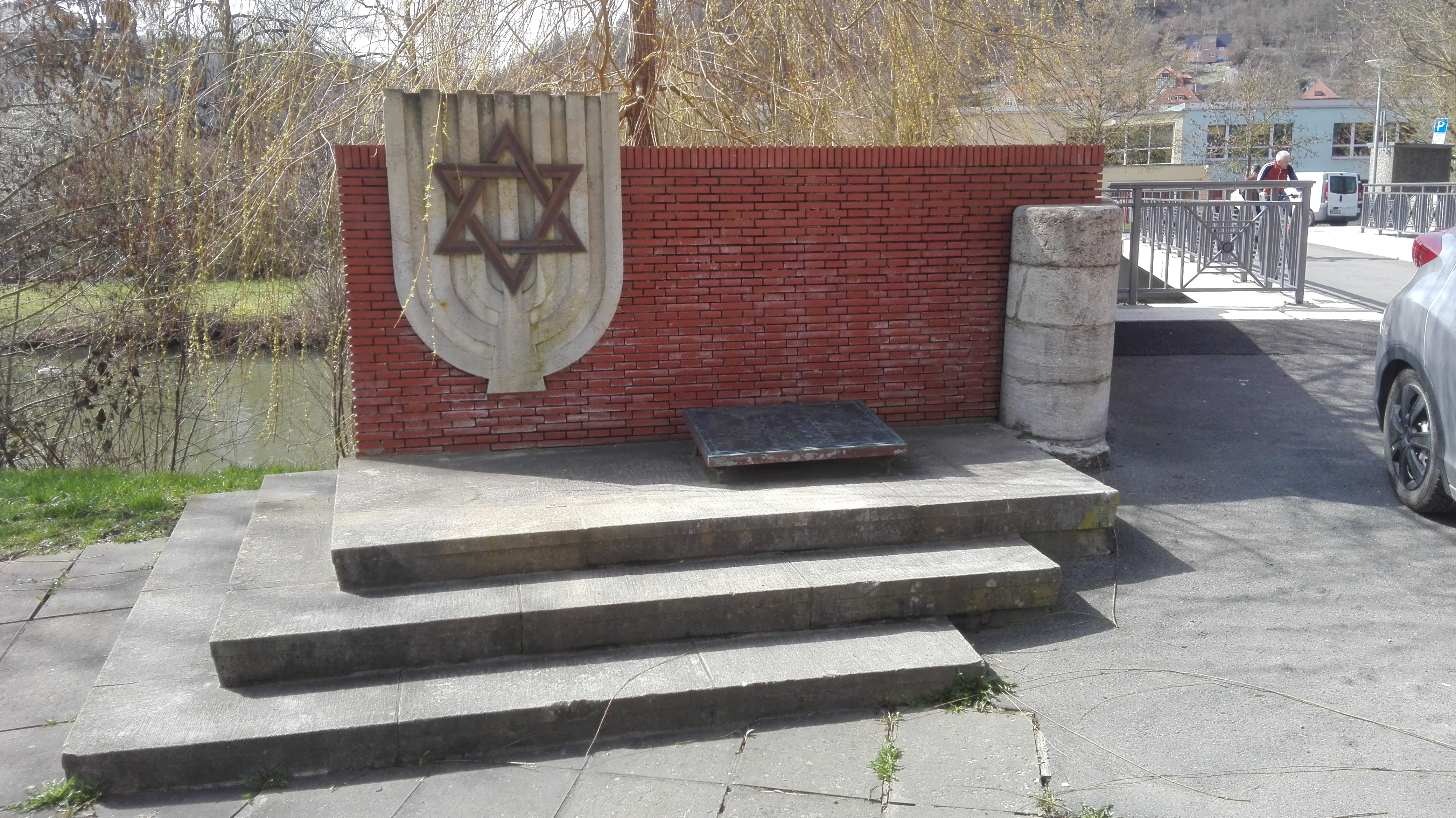
Denkmal für die zerstörte Synagoge

Die Synagoge Meiningen war von ihrer Einweihung im Jahr 1883 bis zum nationalsozialistischen Novemberpogrom am 9./10. November 1938 das religiöse Zentrum der jüdischen Gemeinde in der südthüringischen Stadt Meiningen. Sie diente weiter als Hauptsynagoge und Sitz der Landrabbiner des Herzogtums Sachsen-Meiningen.

## Bauwerk
Die Meininger Synagoge wurde von 1881 bis 1883 im maurisch-byzantinischen Baustil erbaut und am 14. April 1883 von Landrabbiner Moritz Dessauer (1842–1895) eingeweiht. Architekt war der herzogliche Landbaumeister Ernst Abesser. Der markante, reich verzierte Steinbau befand sich an der Kreuzung Mauergasse / Pulverrasenweg im Südwesten der Altstadt direkt am Mühlgraben, einem Nebenarm der Werra. Der heutige Pulverrasenweg trug in der Zeit des Bestehens des Gotteshauses den Namen „Synagogenweg“. Die Synagoge kostete rund 80.000 Mark, beherbergte unter anderem eine Orgel aus der Werkstatt Schlimmbach & Sohn (Würzburg) und bot 340 Sitzplätze.

## Geschichte
Im Mittelalter waren in der dem Hochstift Würzburg zugehörigen Stadt Meiningen nachweislich ab 1242 jüdische Bürger ansässig. Die in dieser Zeit errichtete Synagoge befand sich auf dem heutigen Platz an der Kapelle. Sie wurde während der Judenverfolgungen zur Zeit des Schwarzen Todes (Pestpogrom) am 10. April 1349 verwüstet. Die meisten Juden erschlug man an diesem Tag, die übrigen verbrannte man am 17. Juli 1349.
Ab 1384 nutzten die Meininger Bürger die Synagoge als christliche Sühnekapelle, bis sie im 16. Jahrhundert abgerissen wurde. Ab dem 15. Jahrhundert lebten wieder Juden in Meiningen, bis schließlich 1566 die Ausweisung aller Juden aus der Stadt erfolgte. Die jüdischen Familien siedelten sich fortan überwiegend in den drei bzw. vier Kilometer entfernten Nachbargemeinden Dreißigacker und Walldorf an.
Ab 1840 durften wieder Juden nach Meiningen ziehen, die dann 1866 die Israelitische Kultusgemeinde Meiningen gründeten. 1871 wurde Meiningen Sitz des Landesrabbinats von Sachsen-Meiningen und die Stadt zählte 316 jüdische Bürger. Der angemietete Betsaal genügte nicht mehr den Anforderungen der wachsenden jüdischen Gemeinde und man errichtete von 1881 bis 1883 die neue Synagoge. Zur Einweihung waren unter anderen anwesend der Meininger Herzog Georg II., seine Ehefrau Helene Freifrau von Heldburg, Prinzessin Marie, weitere Mitglieder des Meininger Hofstaates, der Oberbürgermeister sowie zahlreiche hochrangige Landesbediensteten und Vertreter der Meininger Regierung, der Wirtschaft und Kultur. Rabbiner des Gotteshauses waren ab der Einweihung bis 1895 der Landrabbiner Moritz Dessauer und von 1896 bis 1938 der Landrabbiner Leo Fränkel (1867–1942).
Nach 53 Jahren Mittelpunkt des jüdischen Lebens in Meiningen und Umgebung, deren Gemeinde bis auf knapp 500 Mitglieder anwuchs, davon 293 in Meiningen (1925), hielt die Israelitische Kultusgemeinde 1936 in der Synagoge ihren letzten Gottesdienst ab. Am späten Abend des 9. November 1938 stürmten SA- und SS-Einheiten die Synagoge, plünderten diese und zerstörten die komplette Inneneinrichtung mitsamt Orgel sowie sämtliche Türen und Fenster. Eine Brandstiftung fand wegen der engen Nachbarbebauung nicht statt. Ende 1938 musste die jüdische Gemeinde das Grundstück mit der Synagoge verkaufen. 1939 wurde das Gebäude komplett abgetragen und der Platz anschließend bis in die Gegenwart nicht mehr bebaut. Von 1946 bis 1948 zog man an den Landgerichten Meiningen und Gotha einige an der Zerstörung der Synagoge und der Misshandlung von jüdischen Bürgern beteiligten Akteure zur Verantwortung. 1988 wurde am Platz der ehemaligen Synagoge eine Gedenkstätte und Ende 1992 eine Grünanlage mit Denkmalcharakter errichtet, an der jährlich am 9. November eine Gedenkveranstaltung stattfindet.